# Michael Mayrhofer

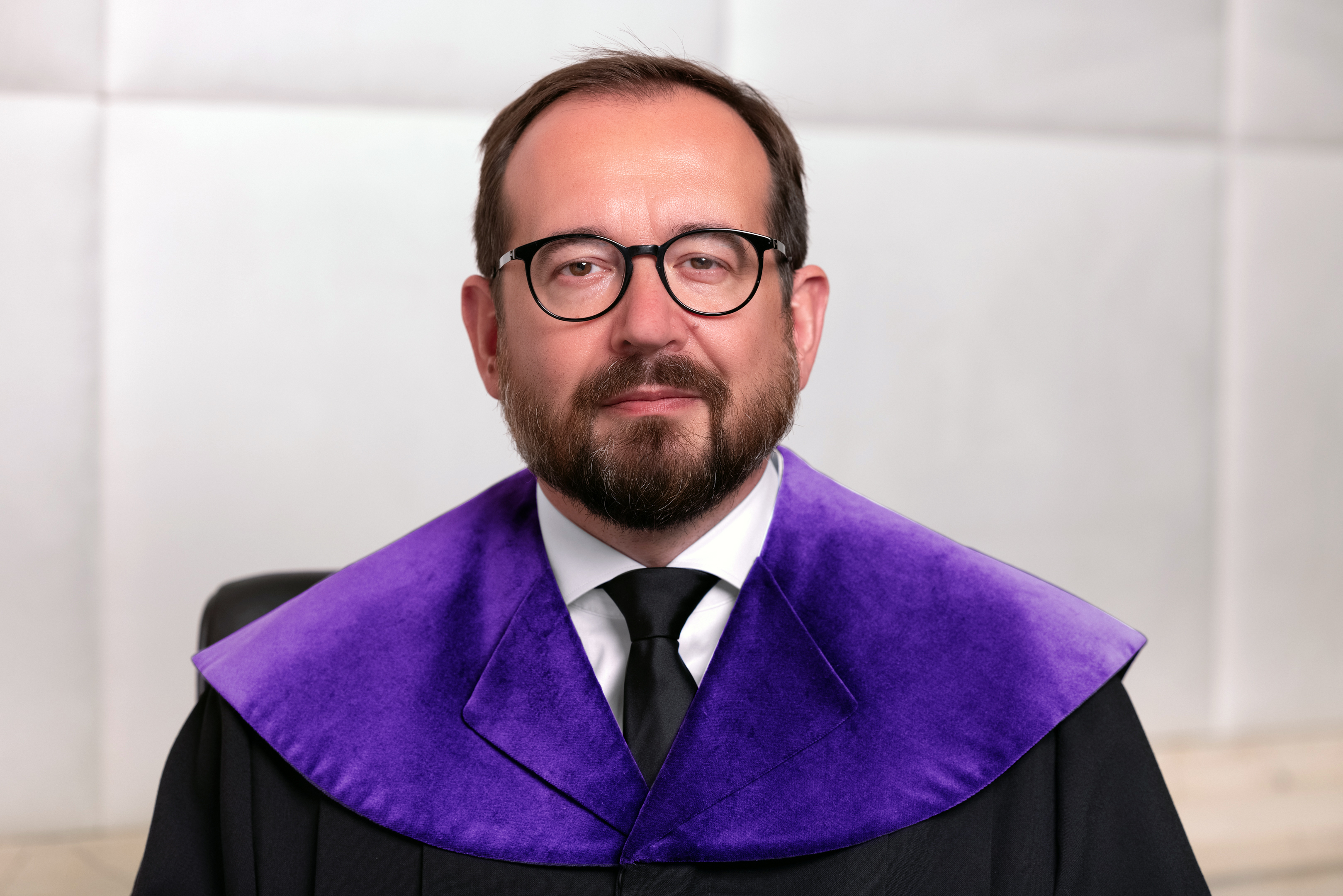
Michael Mayrhofer im verfassungsrichterlichen Talar (2021)

Michael Mayrhofer (* 18. Juli 1975 in Linz) ist ein österreichischer Rechtswissenschaftler, Professor für Öffentliches Recht an der Johannes Kepler Universität (JKU) Linz und Verfassungsrichter. Er ist Leiter der Abteilung für Technikrecht am Institut für Verwaltungsrecht und Verwaltungslehre der Universität Linz. Seit 2021 ist Mayrhofer Mitglied des österreichischen Verfassungsgerichtshofs.

## Ausbildung
Michael Mayrhofer wuchs in der oberösterreichischen Landeshauptstadt Linz auf und besuchte dort auch die Pflichtschulen. Im Jahr 1993 maturierte Mayrhofer am naturwissenschaftlichen Realgymnasium in Linz und begann im Anschluss daran das Studium der Rechtswissenschaften an der Johannes Kepler Universität Linz. 1998 schloss er das Diplomstudium der Rechtswissenschaften mit der Sponsion zum Magister iuris (Mag.iur.) ab, 2003 folgte die Promotion zum Doktor der Rechtswissenschaften (Dr.iur.).

## Beruflicher Werdegang
In den Jahren 1998, 2000 und 2002 absolvierte Michael Mayrhofer die Gerichtspraxis, ab 1999 war er Vertragsassistent am Institut für Verwaltungsrecht und Verwaltungslehre der Universität Linz. 2000 wurde er zunächst Universitätsassistent, 2005 dann Assistenzprofessor an selbigem Universitätsinstitut. Zwischenzeitlich war Mayrhofer von 2003 bis 2005 als verfassungsrechtlicher Mitarbeiter von Verfassungsrichter Gerhart Holzinger am Verfassungsgerichtshof in Wien tätig.
Von 2011 bis 2013 leitete Michael Mayrhofer als Assistenzprofessor interimistisch das Institut für Multimediales Öffentliches Recht an der JKU Linz. 2014 habilitierte sich Michael Mayrhofer an seiner Alma Mater und erhielt die Lehrbefugnis für die Fächer Verfassungsrecht, Verwaltungsrecht und Europarecht. Seine Habilitationsschrift zum Thema „Europäische Verwaltungszusammenarbeit im österreichischen Recht“ wurde 2015 mit dem Kardinal-Innitzer-Förderungspreis für Rechts- und Staatswissenschaften ausgezeichnet.
Im Jahr 2015 wurde Michael Mayrhofer zunächst zum assoziierten Universitätsprofessor, ein Jahr später schließlich auf einen Lehrstuhl als Universitätsprofessor für öffentliches Recht an der Universität Linz berufen. Inneruniversitär war Michael Mayrhofer von 2016 bis 2019 Vorsitzender des Senats der Johannes Kepler Universität Linz, übernahm 2019 bis 2021 die Leitung des Instituts für Verwaltungsrecht und Verwaltungslehre und war von 2019 bis 2023 auch Dekan der Rechtswissenschaftlichen Fakultät. Seit 2015 ist Mayrhofer Leiter der Abteilung für Technikrecht des Instituts für Verwaltungsrecht und Verwaltungslehre und seit 2019 Leiter der Abteilung Energierecht des Energieinstituts an der Johannes Kepler Universität Linz. 
Darüber hinaus leitet Mayrhofer seit 2018 als wissenschaftlicher Leiter das Weiterbildungsprogramm der Österreichischen Akademie der Verwaltungsgerichtsbarkeit, war von 2017 bis 2021 Mitglied der Bioethikkommission beim Bundeskanzleramt und leitet seit 2018 das Linz Institute of Technology (LIT) Law Lab und seit 2020 das LIT Future Energy Lab.
Im Jahr 2021 wurde Michael Mayrhofer zunächst als Nachfolger von Lilian Hofmeister von der Bundesregierung als Ersatzmitglied des Verfassungsgerichtshofs nominiert. Er wurde von Bundespräsident Alexander Van der Bellen zum Ersatzmitglied ernannt und am 11. Mai 2021 von VfGH-Präsident Christoph Grabenwarter angelobt. Am 8. September 2021 wurde Mayrhofer als Nachfolger des zurückgetretenen Wolfgang Brandstetter von der Bundesregierung als (Voll-)Mitglied des Verfassungsgerichtshofs vorgeschlagen. Mit der Ernennung durch Bundespräsident Van der Bellen und der Angelobung durch VfGH-Präsident Grabenwarter am 22. September 2021 wurde Michael Mayrhofer daher (Voll-)Mitglied des Verfassungsgerichtshofs.

## Privates
Seit 1996 ist er Mitglied der katholischen Studentenverbindung KÖStV Severina Linz im ÖCV.